# Nelson Quiñones
Nelson Quiñones (Tumaco, Colombia, 20 de agosto de 2002) es un futbolista colombiano. Juega como extremo. Actualmente juega en el Houston Dynamo FC de la liga Major League Soccer de Estados Unidos.

## Trayectoria
Debutó con el conjunto blanco el 24 de julio del 2021, por la fecha 2, visitando a Jaguares de Córdoba, empatando a un gol.
Su primer gol como profesional lo marcó al Envigado FC, el 6 de noviembre de ese año por la jornada 18, partido el cual su equipo salió vencedor 1-2.

## Estilo de juego
En sus inicios con el Once Caldas, se destacó por ser un jugador veloz, que desborda por la banda y deja atrás a sus rivales fácilmente.
Cuando se le da la oportunidad, realiza fuertes y certeros remates desde afuera del área; generando peligro, con desbordes por las bandas, y, con disparos para poner en peligro el arco contrario.

## Palmarés

### Campeonatos nacionales
| Título                   | Equipo            | País           | Año  |
| ------------------------ | ----------------- | -------------- | ---- |
| Lamar Hunt U.S. Open Cup | Houston Dynamo FC | Estados Unidos | 2023 |